# کرمنچوک
کرمنچوک (به روسی: Кременчук) شهری در استان پولتاوا در کشور اوکراین است. جمعیت این شهر ۲۱۷,۷۱۰ نفر (۲۰۲۱ تخمینی)است.

## شهرهای خواهرخوانده
- سویشتوف - بلغارستان
- پراویدنس - ایالات متحده آمریکا
- سنینا - اسلواکی
- میخالوتسه - اسلواکی
- باریساو - بلاروس
- بیتولا - جمهوری مقدونیه
- ونژو - جمهوری خلق چین
- بیدگوشچ - لهستان
- نوووموسکوفسک، روسیه - روسیه
- بردیانسک - اوکراین
- بیلا تسرکفا - اوکراین
- کولومیا - اوکراین

## نگارخانه

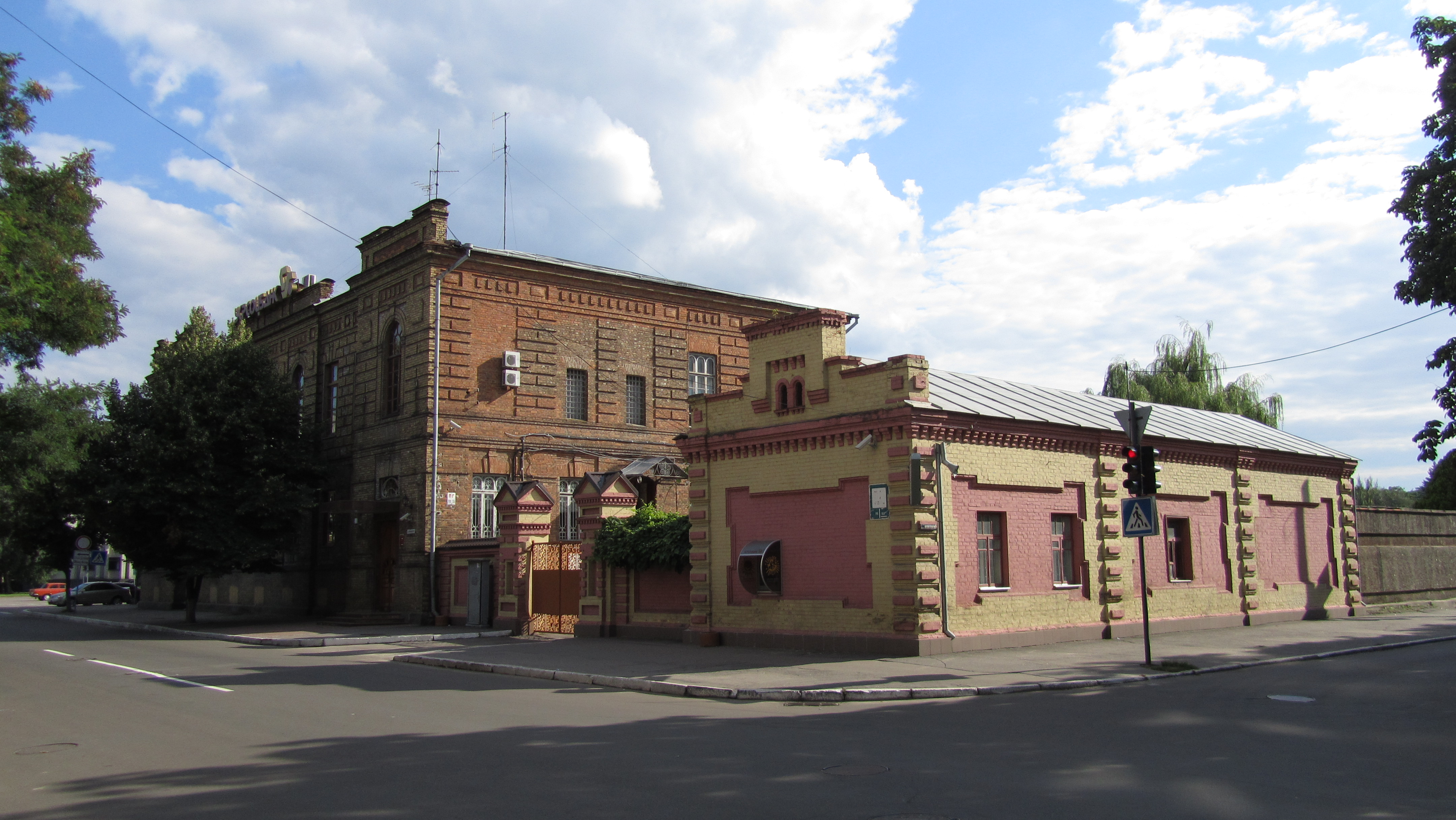
Former State Bank building
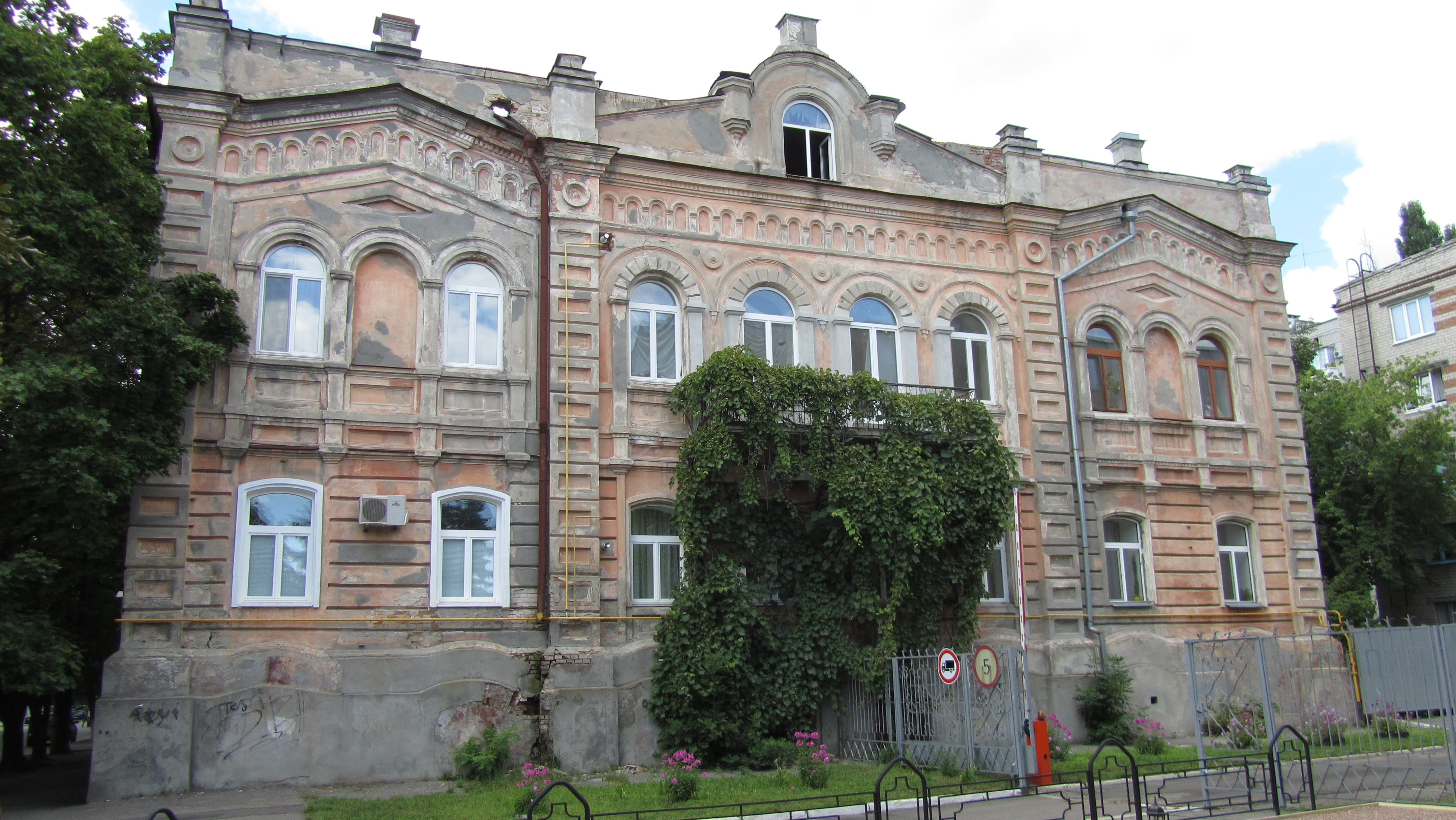
Former zemstvo residence
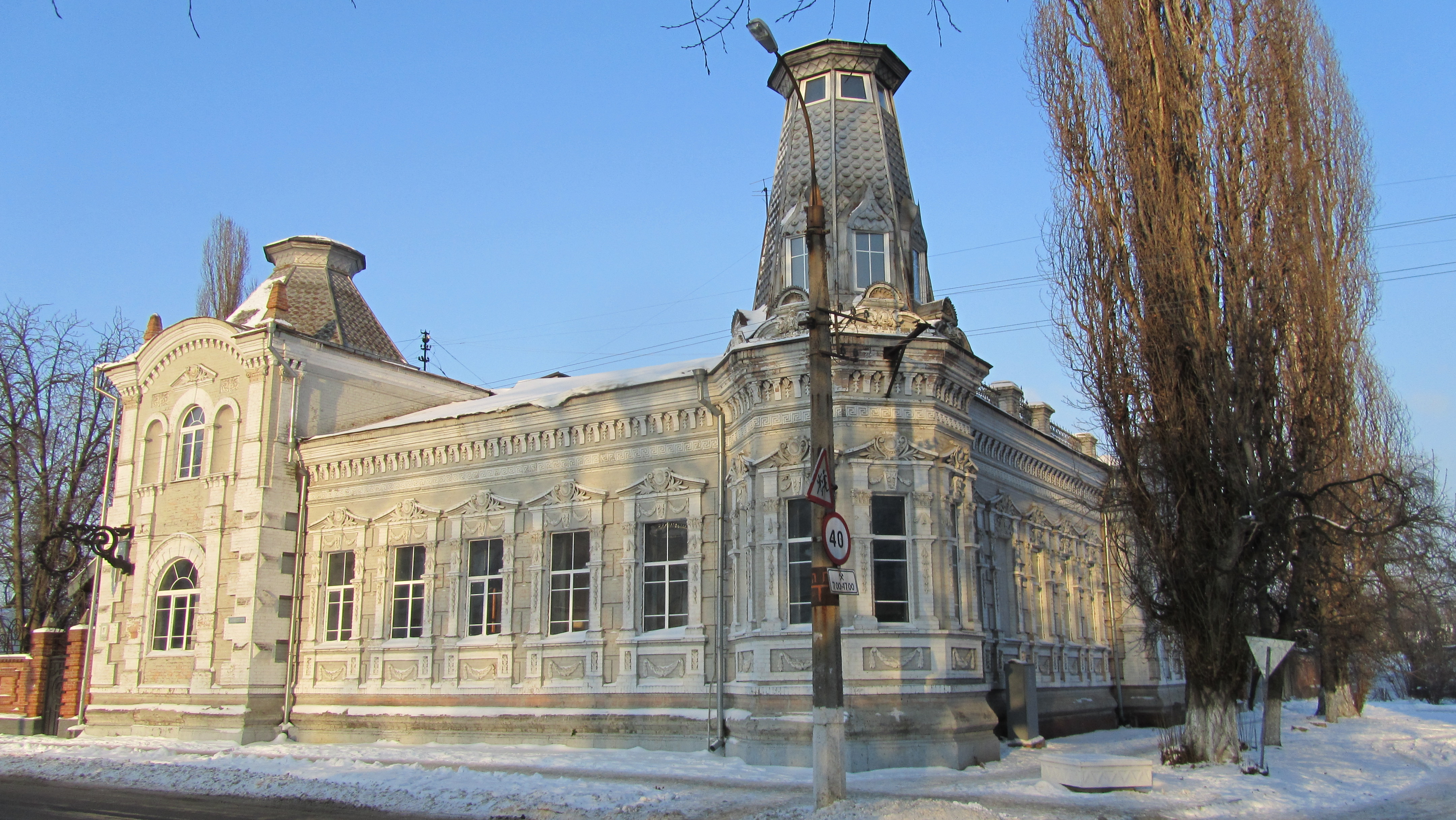
Churkin house
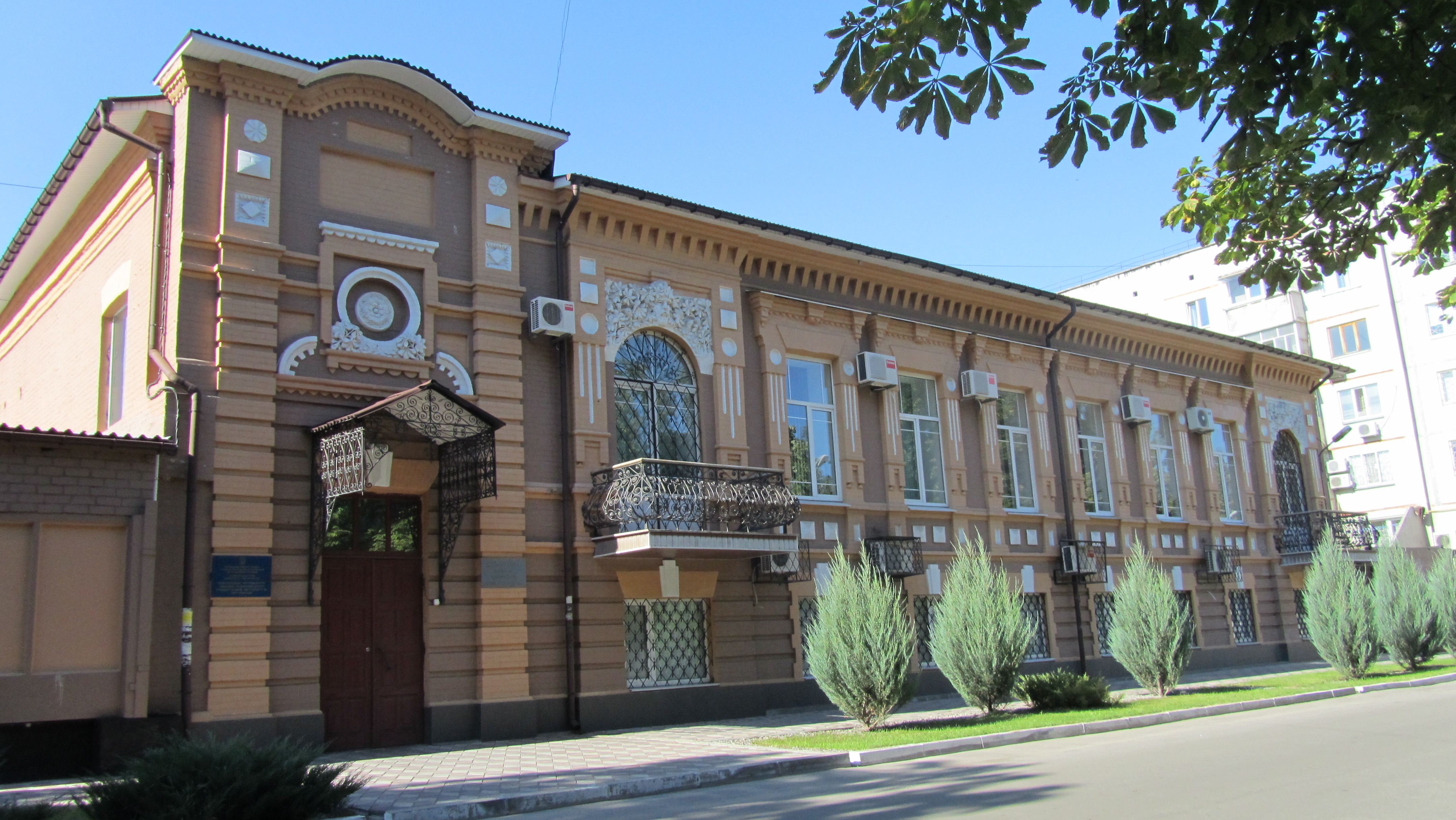
Rabinovich house
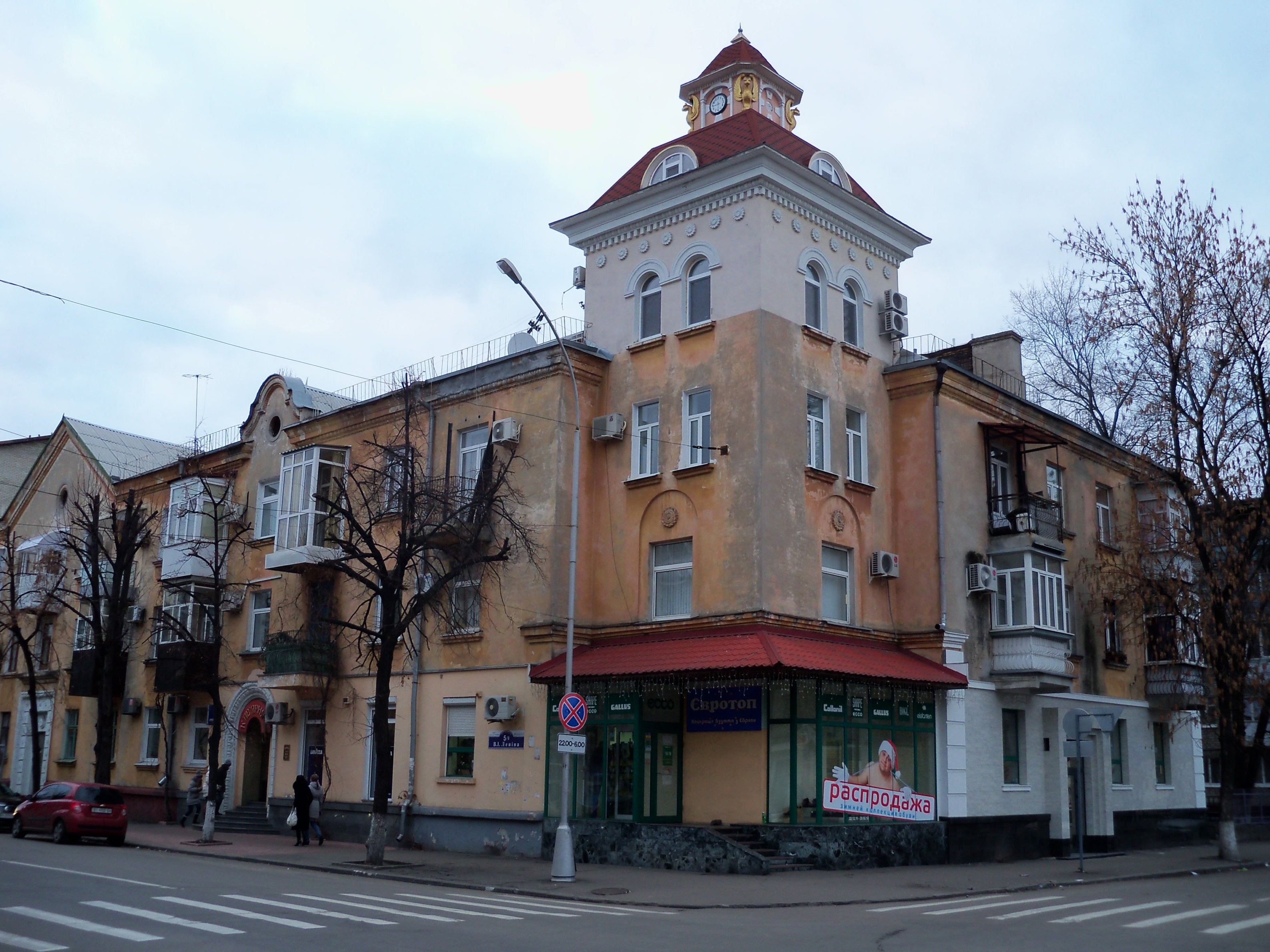
Historical building in Kremenchuk
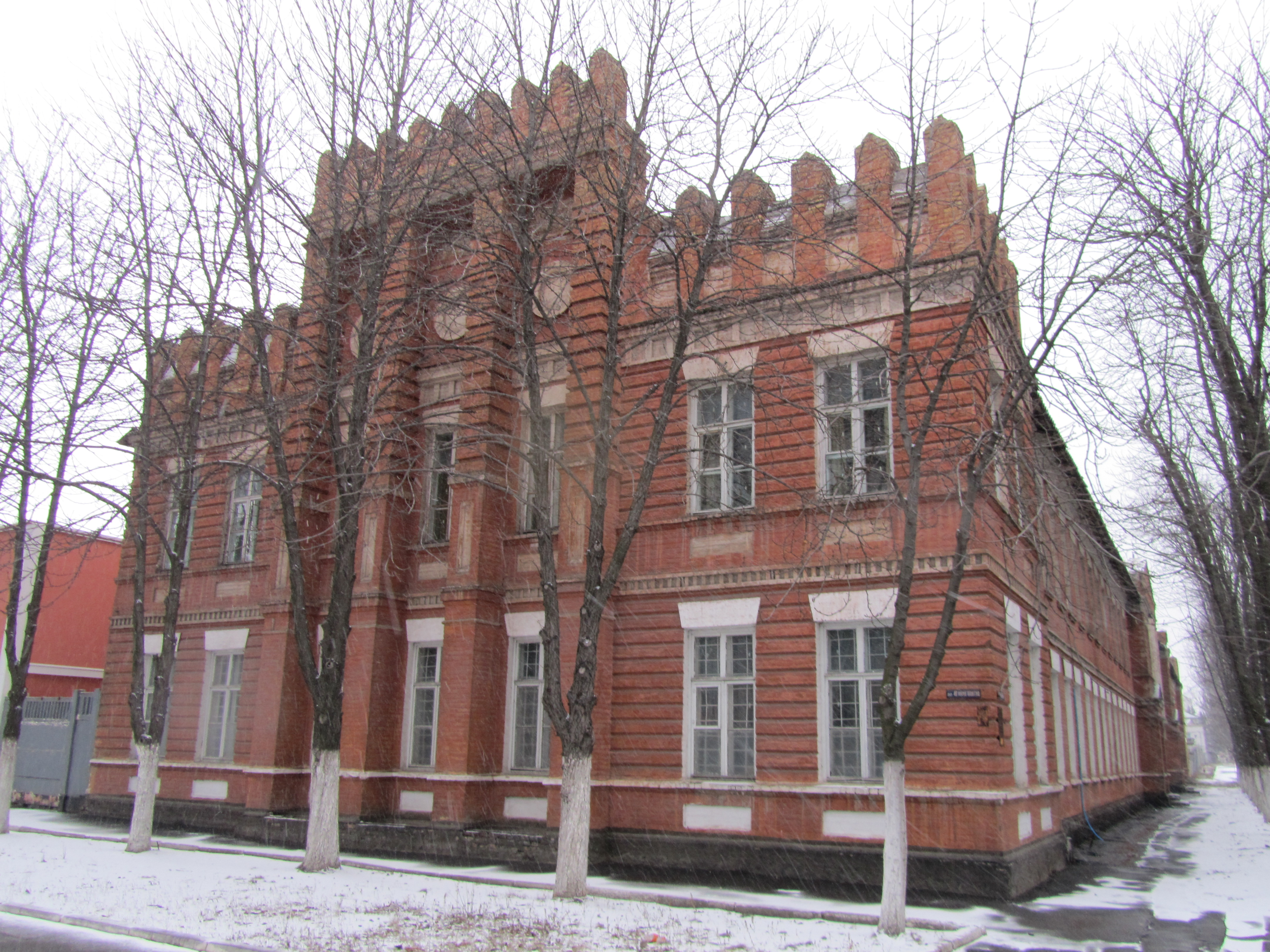
Former Bryansk regiment barracks
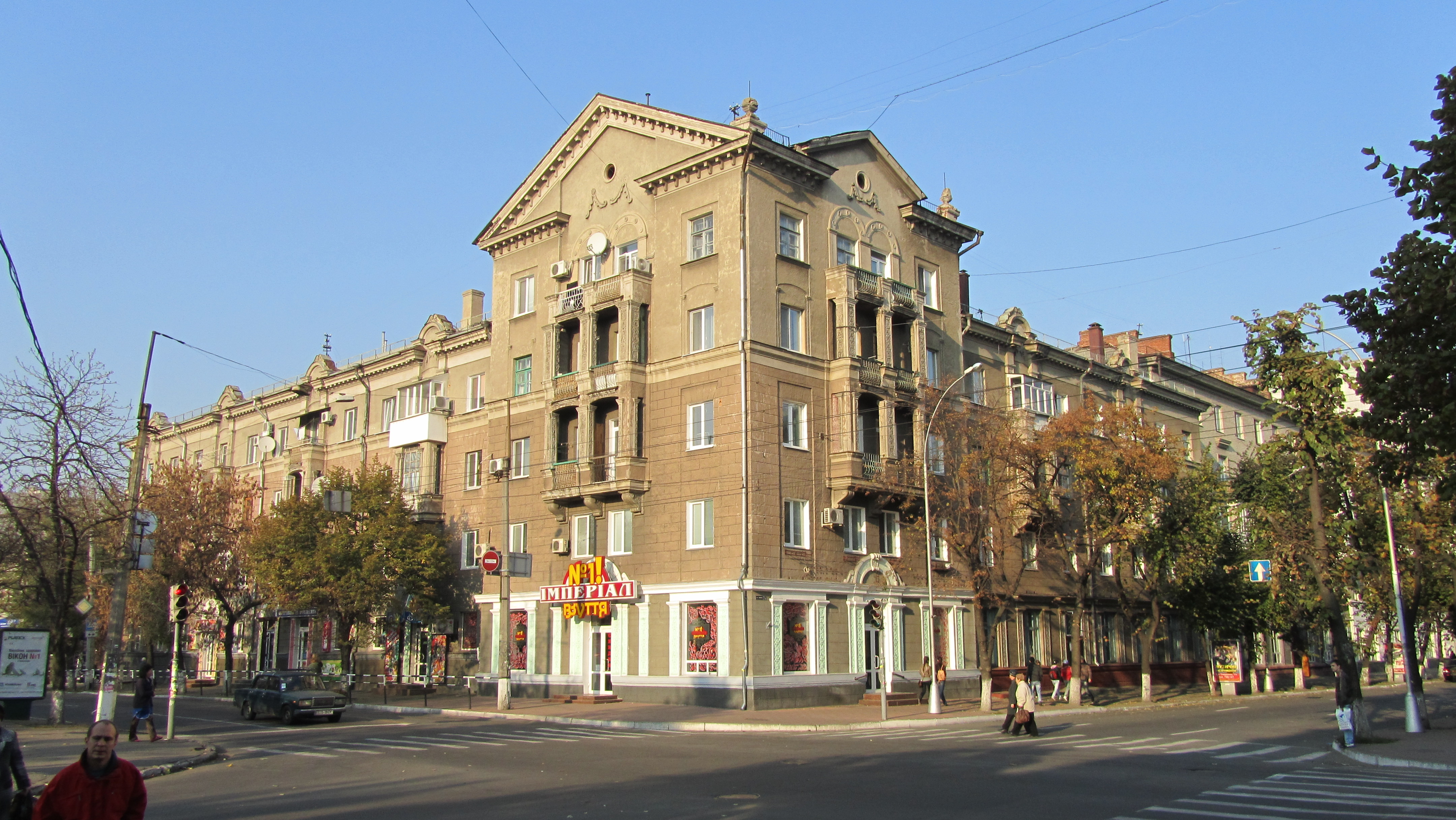
Stalinist architecture in the city centre
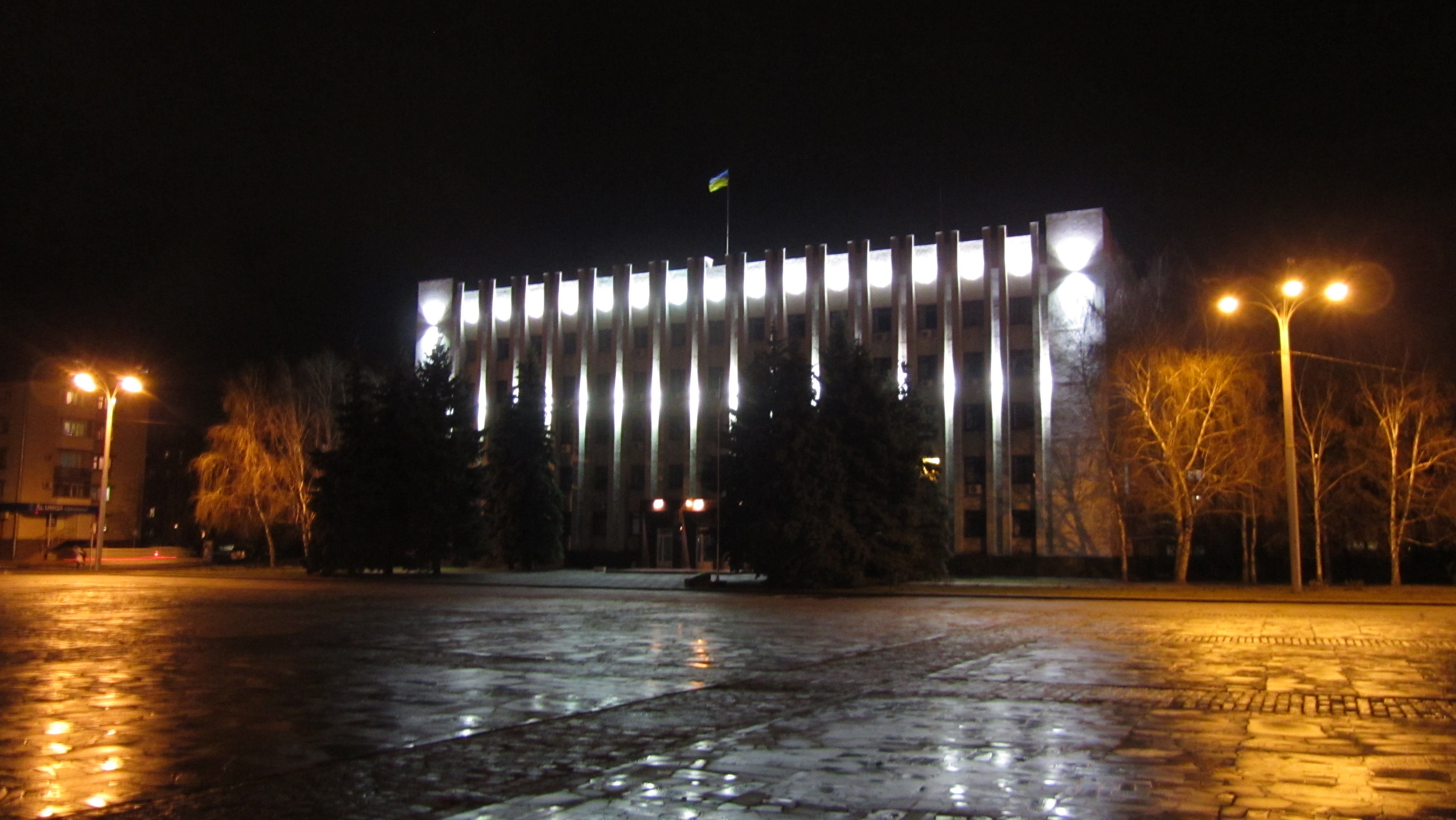
City Hall
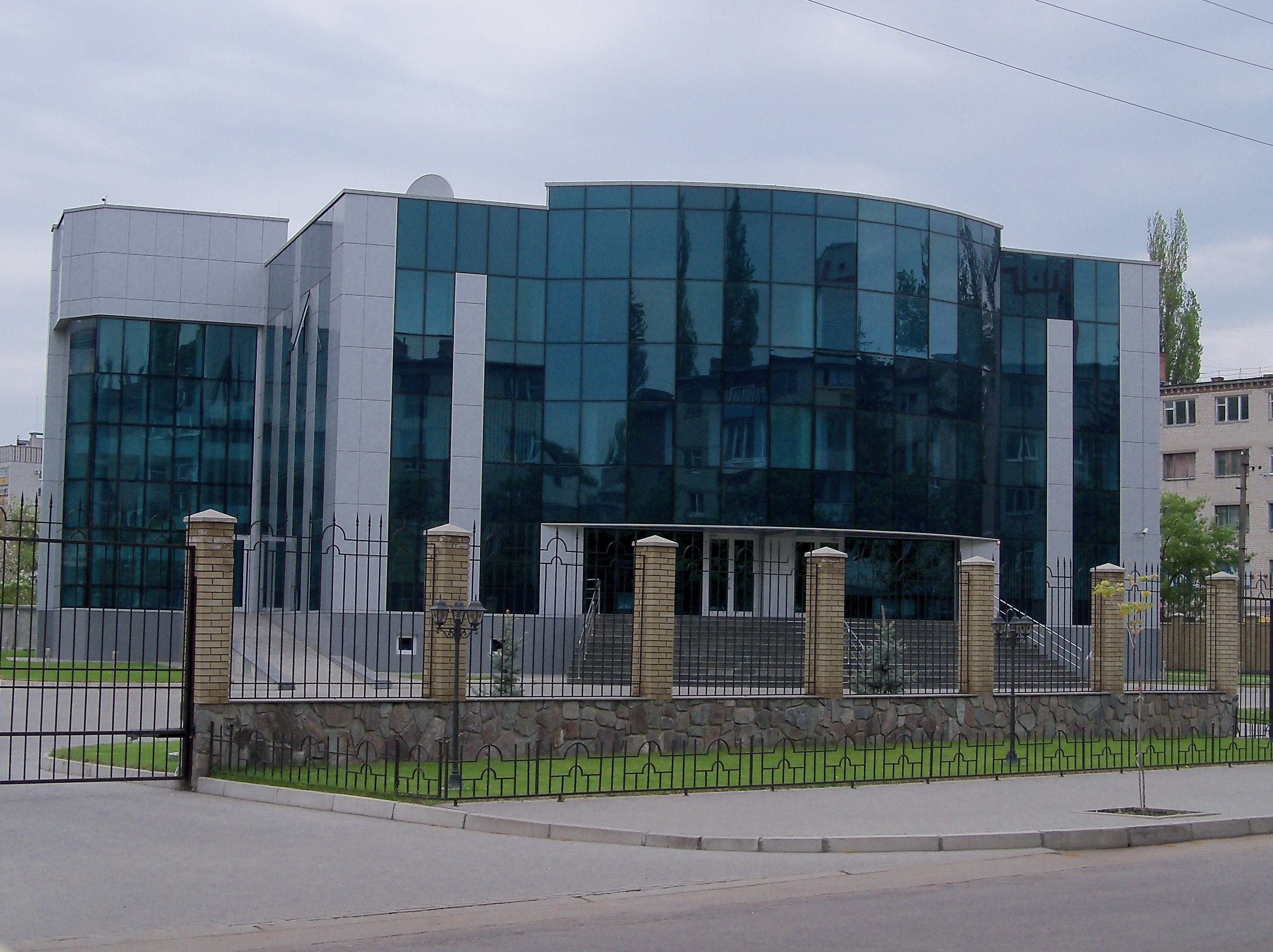
TV company office building
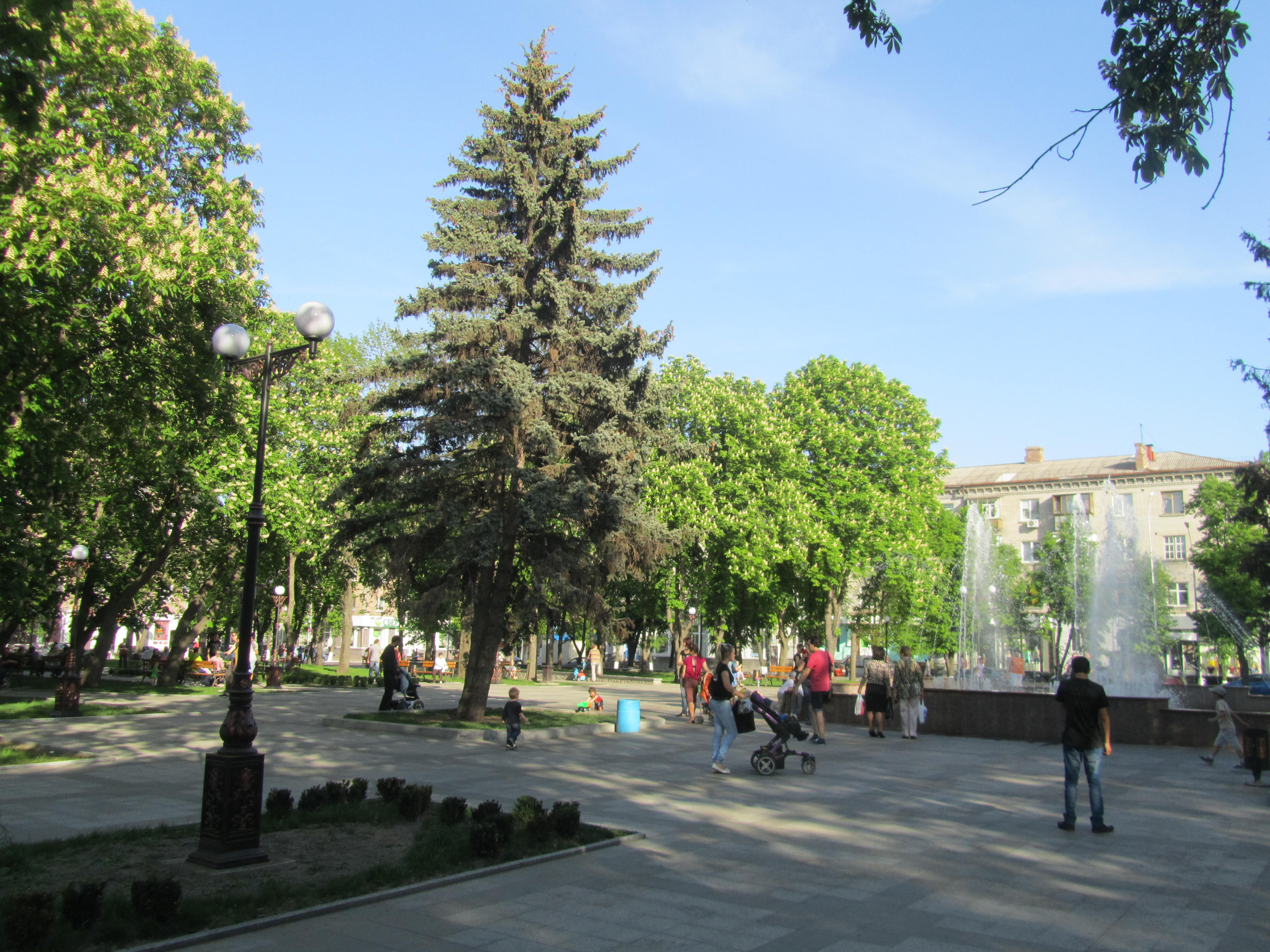
A park in Kremenchuk
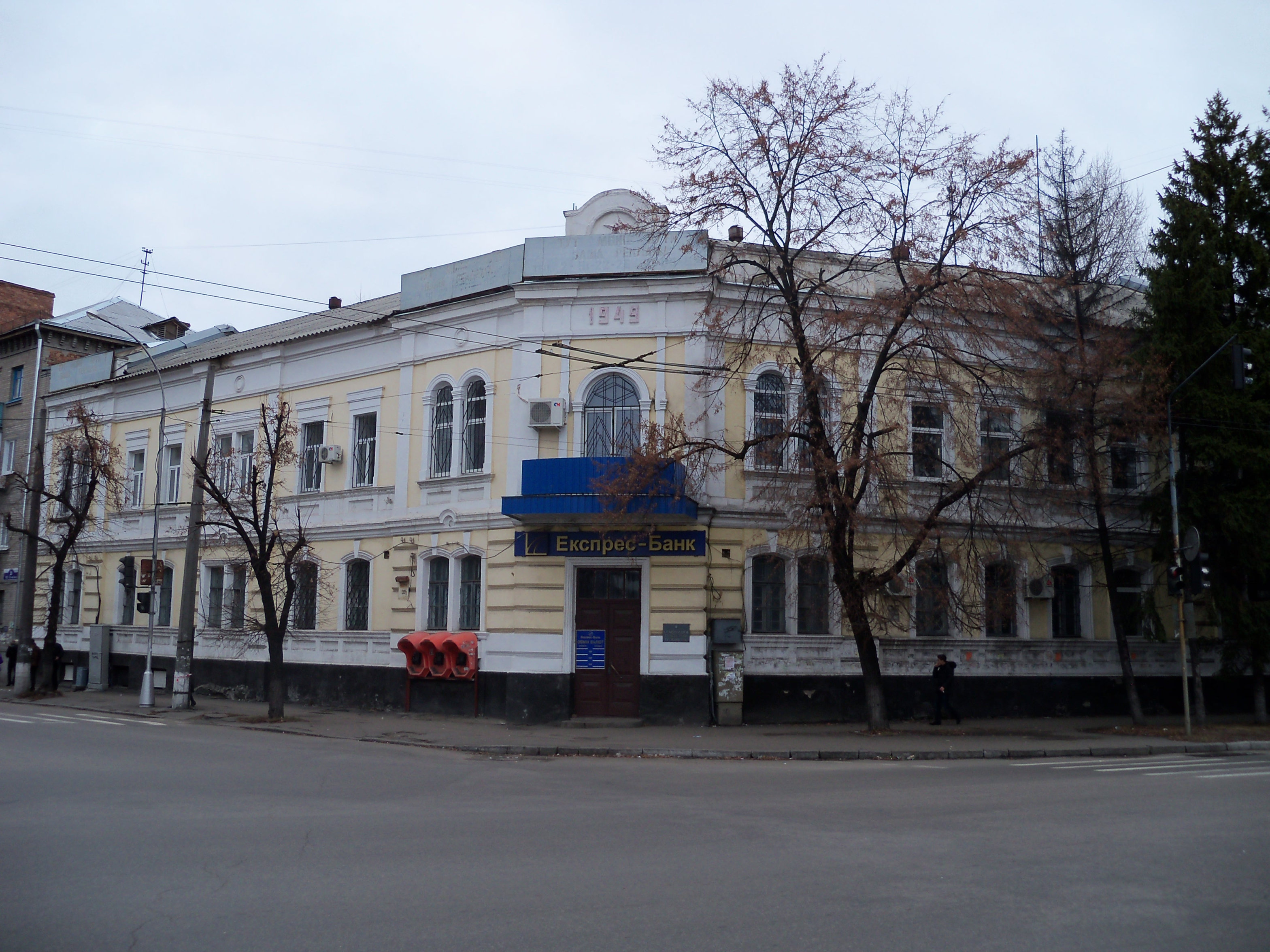
Poltava railway department in Kremenchuk
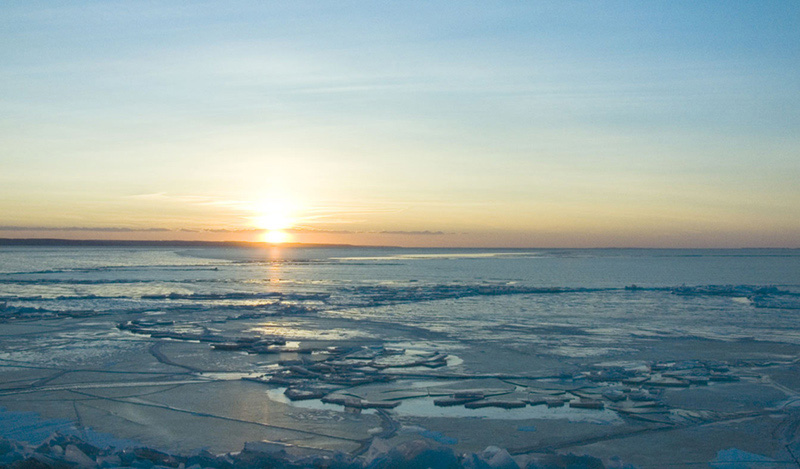
Sunset in Kremenchug reservoir.